# Gočárovy domky
Gočárovy domky – zespół dwóch zabytkowych, drewnianych, rondokubistycznych domów zlokalizowanych na terenie ogrodu zoologicznego w Pradze.

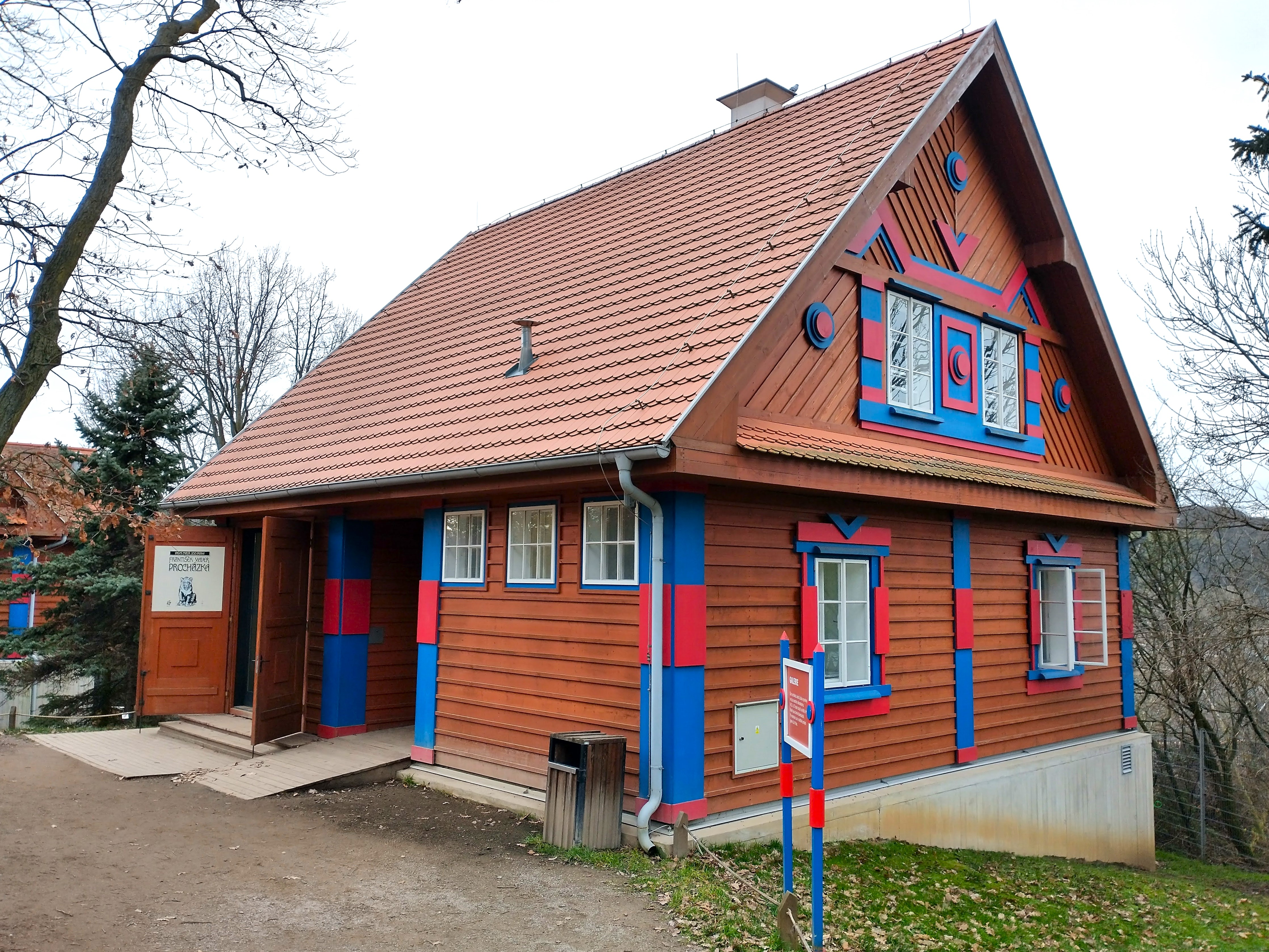
Galeria

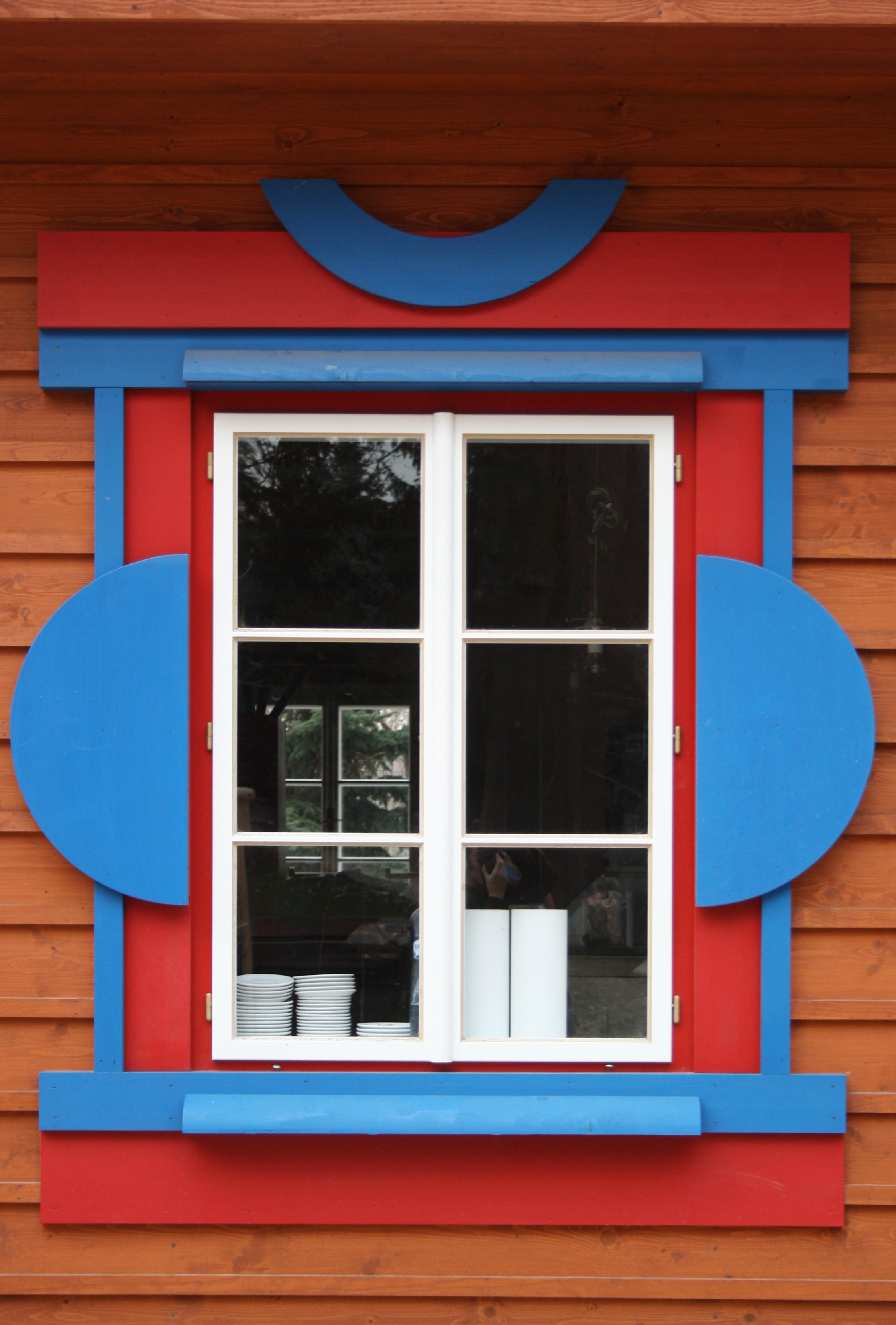
Detal w barwach flagi czechosłowackiej

Budynki w łącznej liczbie pięciu zaprojektował Josef Gočár (autor m.in. kubistycznego Domu Pod Czarną Matką Bożą w Pradze) jako obiekty techniczne dla portu lotniczego Praha-Kbely. Zbudowano je w latach 1920-1921, a od 3 maja 1958 objęto ochroną jako zabytek (do státního seznamu kulturních památek, czyli państwowego rejestru zabytków, wpisano je 31 grudnia 1974). W latach 70. XX wieku zostały rozebrane, a dwa z nich przeniesiono do praskiego zoo i zmontowano w trochę zmodyfikowanej formie dopiero w 1978 przy wybiegu górskich zwierząt kopytnych, w pobliżu Wełtawy. Przed rozbiórką uratował je ówczesny dyrektor praskiego zoo, prof. Zdeněk Veselovský. Jeden służył początkowo jako miejsce zabaw z dziećmi, a następnie jako baza noclegowa. Drugi pełnił funkcję mieszkania służbowego.
Wszystkie budynki lotniskowe, także dwa zachowane, reprezentują charakterystyczny tylko dla architektury czechosłowackiej styl rondokubistyczny. Forma budynków wykorzystuje typowe elementy czeskiego kubizmu architektonicznego, które jednak są znacznie bardziej dekoracyjne niż w innych realizacjach. Architekt inspirował się architekturą ludową wiejskiego baroku z południa Czech. Charakterystyczna była też odważna i pogodna kolorystyka domów (właściwe rondokubizmowi trzy kolory flagi czechosłowackiej: biel, czerwień i niebieski).
W 2002 powódź zalała oba domy i znacznie je uszkodziła, do tego stopnia, że nie nadawały się do użytku. Prowizorycznie je wówczas zakonserwowano i czekano na odbudowę. W kwietniu 2010 rozpoczęła się odbudowa, a domy przeniesiono wyżej, w bezpieczną część ogrodu zoologicznego (rozważano również możliwość zwrotu ich do Kbeli, czy przemieszczenia na Petřín). Rekonstrukcja odbyła się pod nadzorem Wydziału Konserwacji Zabytków Urzędu Miejskiego Pragi. Elewacje zewnętrzne przywrócono do pierwotnego wyglądu według projektu Gočára. Odtworzono także wnętrza, w tym m.in. meble, piec kaflowy i żyrandole. Obiekty oddano do użytku wraz z rozpoczęciem sezonu turystycznego w 2011. Odbudowa przebiegła według projektu inżyniera Tomáša Novotnego.
Obecnie w budynkach znajduje się restauracja (tak jak pierwotnie na lotnisku), sklep oraz pomieszczenia przeznaczone na działalność kół zoologicznych.